# Jean Stafford
Jean Stafford (1. července 1915 – 26. března 1979 White Plains) byla americká spisovatelka povídek a románů. Za The Collected Stories of Jean Stafford získala v roce 1970 Pulitzerovu cenu.

## Životopis
Jean Stafford se narodila 1. července 1915 ve městě Covina v Kalifornii jako nejmladší ze čtyř dětí. Jejím otcem byl spisovatel John Richard Stafford. Navštěvovala University of Colorado at Boulder a v letech 1936 a 1937 studovala filologii na Univerzita Heidelberg.
Krátce po návratu se setkala s básníkem Robertem Lowellem, za kterého se v roce 1940 vdala. V roce 1938 během havárie, při které řídil její opilý manžel, si poranila obličej. Následně si prošla několikatýdenní rekonvalescencí, která ji nadosmrti poznamenala. Společně se přestěhovali do Bostonu, kde vydala svou první knihu Boston Adventure, která se stala bestsellerem. Na svou první knihu navázala druhou novelou The Mountain Lion z roku 1947. Její díla byly vydávány v magazínu The New Yorker. V roce 1952 vydala svou třetí a zároveň poslední novelu The Catherine Wheel.
Její první manželství s Lowellem bylo rozvedeno v roce 1948. Následně se provdala za novináře Olivera Jensena, ale ani toto manželství nebylo úspěšné. Jejím posledním manželem byl spisovatel a novinář Abbott Joseph Liebling, který zemřel v roce 1963.
Po manželově smrti vydala sbírku svých děl The Collected Stories of Jean Stafford, za kterou získala v roce 1970 Pulitzerovu cenu.
Dlouhá léta trpěla alkoholismem, depresemi a plicním onemocněním. V roce 1976 utrpěla Infarkt myokardu a zemřela 26. března 1979 ve White Plains ve státě New York na zástavu srdce. Svůj majetek přenechala své uklízečce.

## Dílo

### Novely
- Boston Adventure (1944)
- The Mountain Lion (1947 )
- The Catherine Wheel (1952)